# Sclerisis macquariana
Sclerisis macquariana is een zachte koraalsoort uit de familie Isididae. De koraalsoort komt uit het geslacht Sclerisis. Sclerisis macquariana werd in 1987 voor het eerst wetenschappelijk beschreven door Bayer & Stefani. 